# 第5裝甲軍團 (德意志國防軍)
第5装甲集团军（德語：5. Panzerarmee) 是二战期间两个不同的德国装甲编队的名字。该军团第一次于1942年组建，最终于1943年在北非战役期间，在突尼斯向盟军投降。1944年第5装甲集团军在法国重组，并主要在西欧作战，1945年在鲁尔投降。

## 历史

### 在意大利组建并在北非作战
1942年11月17日，驻罗马的德军装甲部队被改组为第5装甲集团军。
第5装甲集团军成立于1942年12月8日，主要作为下属数个装甲部队的指挥编队。在盟军通过火炬行动在阿尔及利亚和摩洛哥成功登陆后，该集团军一直在保护突尼斯，使其免受盟军的威胁。该集团军作为非洲集团军群的一部分，一直与意大利第一集团军并肩作战。1943年5月13日，第5装甲集团军与其指挥官古斯塔夫·冯·瓦尔斯特 (Gustav von Vaerst)一起向盟军投降。1943年6月30日该集团军的番号被取消。 

### 诺曼底
1944年1月24日，第5装甲集团军重组为西部装甲集团军。在盟军入侵的情况下，西部装甲集团军的部署引起了很多争议，西线德军部队指挥官龙德施泰德和B集团军群指挥官隆美尔支持不同的部署方案。龙德施泰德认为装甲部队应该保留在距前线一定距离的预备队，以反击盟军的渗透。隆美尔确信盟军的空中力量和海军炮兵不会让德国人自由地移动大型装甲部队，因此坚持认为装甲部队应该部署在更靠近前线的地方。阿道夫·希特勒最终强迫西方指挥官做出令人不快的妥协，并拒绝让他们在未经他本人授权的情况下抽调装甲部队。当盟军于1944年6月6日开始登陆时，西部装甲集团军保持不动；到6月8日，装甲集团军已经能够向北推进三个装甲师，以保卫卡昂，抵御英国和加拿大军队。装甲军司令计划发动这些师进行反击，将英国和加拿大人赶回海岸。6月10日，第5装甲集团军司令盖尔在拉凯恩的装甲集团西部总部袭击中受伤。但其下属的坦克部队还是设法将英军的推进再延遲了一个月，但在同意伦德施泰特要求希特勒授权从卡昂战略撤退后，盖尔于7月2日被解除了指挥权。第5装甲集团军随后在诺曼底与盟军作战，但损失惨重，最终其大量下属部队被困在法莱斯口袋中。该装甲集团军的残部从法莱斯逃出后，开始向德国边境撤退。

### 阿登
8月，西部装甲集团军的剩余部分被重组为第5装甲集团军，作战编队仍以埃伯巴赫装甲集团的名义继续作战。在塞普·迪特里希的短暂指挥后，军队的指挥权交给了哈索·冯·曼陀菲尔。该军随后在德国边境与盟军进行了激烈的战斗，其下属装甲师遭受了盟军攻击机的猛烈打击。11月，第5装甲集团军与第6装甲集团军一起在阿登组建。两个编队都参加了突出部战役，在给第6装甲集团军提供支援的计划被盟军阻止后，该集团军成为向盟军前线推进的主要中央力量。在突破盟军防线的过程中，第5装甲集团军在巴斯托涅周围的战斗以及塞勒斯和迪南周围的装甲战中损失惨重。在进一步攻势被取消后，该军继续向德国边境撤退。3月，它参与了消除雷马根鲁登道夫大桥上的美国桥头堡的任务。第5装甲集团军随后被盟军围困在鲁尔口袋，并于1945年4月17日投降。 

## 戰鬥序列
- 曼陀菲尔集团
- 第334步兵师
- 第999轻型师
- 赫尔曼·戈林师
- 第10装甲师
- 意大利苏佩加步兵师

## 脚注
1. ↑  Tessin, Georg. . Verbände und Truppen der deutschen Wehrmacht und Waffen-SS im Zweiten Weltkrieg 1939-1945 6. Osnabrück: Biblio Verlag. 1977: 110. ISBN 3764810971 （德语）.
2. ↑  Harrison 1951，第247頁.
3. ↑  .   [2021-09-14]. （原始内容存档于2021-09-25）.
4. ↑  Harrison 1951，第249–251頁.
5. ↑  Harrison 1951，第333頁.
6. ↑  MacDonald 1973，第370頁.